# Marco Taradash
Marco Taradash (ur. 19 maja 1950 w Livorno) – włoski polityk i dziennikarz, poseł do Parlamentu Europejskiego III kadencji, parlamentarzysta krajowy.

## Życiorys
Syn amerykańskiego żołnierza i Włoszki. Ukończył liceum klasyczne. Podjął pracę w zawodzie dziennikarza. Pracował w telewizji TVL Radiotelevisione Libera, stacji radiowej Radio Radicale, tygodniku „l’Espresso”, czasopiśmie „Prima Comunicazione” czy dzienniku „Il Foglio”. Później prowadził audycje w telewizjach Rete 4 i Telelombardia.
Był działaczem Włoskiej Partii Liberalnej, następnie związał się z włoskim nurtem radykalnym, któremu przewodził Marco Pannella, był przewodniczącym rady Partii Radykalnej. W latach 1989–1994 sprawował mandat posła do Parlamentu Europejskiego III kadencji, który uzyskał jako jedyny przedstawiciel libertariańskiej listy „Antiproibizionisti sulla droga”. Pracował m.in. w Komisji ds. Młodzieży, Kultury, Edukacji, Środków Masowego Przekazu i Sportu, Komisji ds. Regulaminu, Weryfikacji Mandatów i Immunitetów oraz  Komisji ds. Swobód Obywatelskich i Spraw Wewnętrznych.
W 1990 uzyskał zwolniony mandat w Izbie Deputowanych X kadencji, który złożył tego samego dnia. Do niższej izby włoskiego parlamentu był następnie wybierany w 1994, 1996 i 1999, zasiadając w niej do 2001. W międzyczasie opuścił radykałów i przez kilka lat działał w Forza Italia. Potem należał do współtwórców ugrupowania Liberalni Reformatorzy. W 2009 ubiegał się o urząd burmistrza swojej rodzinnej miejscowości. Rok później z ramienia Ludu Wolności został wybrany na radnego Toskanii. W 2013 przyłączył się do Nowej Centroprawicy, a w 2019 związał się z ruchem +Europa.